# Xiuladora ventreblanca
La xiuladora ventreblanca (Pachycephala leucogastra) és un ocell de la família dels paquicefàlids (Pachycephalidae).

## Hàbitat i distribució
Habita boscos i manglars del sud-est i nord de Nova Guinea central i des de Hall Sound fins Port Moresby, incloent l'illa Rossel.